# 1946 en musique classique
| \| • Retour à la chronologie générale de la musique classique • \| |
| Grèce • Rome • Haut Moyen Âge • VIIIe siècle • IXe siècle • Xe siècle • XIe siècle XIIe siècle • XIIIe siècle • XIVe siècle • XVe siècle • XVIe siècle • XVIIe siècle XVIIIe siècle • XIXe siècle • XXe siècle • XXIe siècle |
| • Retour à la chronologie générale de la musique classique • |

| Années en musique classique : 1943 - 1944 - 1945 - 1946 - 1947 - 1948 - 1949    |
| Décennies en musique classique : 1910 - 1920 - 1930 - 1940 - 1950 - 1960 - 1970 |

## Événements

### Créations
- 15 janvier : Dark Meadow, créé à New York sur une chorégraphie de Martha Graham.
- 25 janvier : Métamorphoses de Richard Strauss, créé par Paul Sacher à la tête du Collegium Musicum de Zurich.
- 8 février : le Concerto pour piano no 3 de Bartók, créé par l'Orchestre de Philadelphie sous la direction d'Eugene Ormandy avec György Sándor au piano.
- 25 mars : Sonatine no 2 pour 16 instruments à vent de Richard Strauss, créée à Winterthour.
- 5 avril : 
  - le Concerto pour violoncelle de Samuel Barber, créé à Boston par Raya Garbousova et l'Orchestre symphonique de Boston dirigé par Serge Koussevitzky.
  - la Symphonie no 3 de Charles Ives, terminée en 1908, est créée à New York par Lou Harrison dirigeant le New York Little Symphony Orchestra.
- 11 mai : Le chef d’orchestre Arturo Toscanini, de retour en Italie après des années d’exil volontaire sous le fascisme, inaugure la réouverture de la Scala de Milan.
- mai : Symphony nº 5½, de Don Gillis.
- 12 juin : Guerre et Paix, opéra de Sergueï Prokofiev, créé à Leningrad.
- 24 juin : la Symphonie en trois mouvements, d'Igor Stravinsky, créée par l'Orchestre philharmonique de New York sous la direction du compositeur.
- 12 juillet : The Rape of Lucretia, opéra de Benjamin Britten, créé au festival de Glyndebourne.
- 17 août : la Symphonie no 3 d'Arthur Honegger, créée à Zurich.
- 9 octobre : le Quatuor à cordes no 2 d'Ernest Bloch, créé à Londres par le Quatuor Griller.
- 15 octobre : The Young Person's Guide to the Orchestra de Benjamin Britten, créée à Liverpool.
- 18 octobre : la Symphonie no 3 d'Aaron Copland, créée par l'Orchestre symphonique de Boston dirigé par Serge Koussevitzky.
- 30 octobre : le Concerto pour violoncelle de Khatchatourian, créé à Moscou par Sviatoslav Knouchevitski sous la direction d'Alexandre Gaouk.
- 20 décembre : la Symphonie no 2 de Darius Milhaud, créée par l'Orchestre symphonique de Boston sous la direction du compositeur.
- 22 décembre : la Sonate pour piano no 2 de Dmitri Kabalevski, créée à Moscou par Emil Gilels qui en est le dédicataire.

#### Date non précisée
- Karl Amadeus Hartmann compose sa Symphonie no 2.
- Roger Sessions compose sa Sonate pour piano no 2.

### Autres
- 1er janvier : concert du nouvel an de l'orchestre philharmonique de Vienne au Musikverein, dirigé par Joseph Krips.
- 2 mars : fondation de la Société belge de musicologie.
- 1er juin : Fondation de l'Orchestre symphonique de Nuremberg.
- 21 juin : Présentation à New York des premiers disques microsillon par la CBS (Columbia Broadcasting System).
- Août : Réouverture du festival de musique de Salzbourg

#### Date indéterminée
- Fondation du Fine Arts Quartet à Chicago.
- Fondation du Quatuor Juilliard.
- Fondation du Deutsches Symphonie-Orchester Berlin.
- Fondation de l'Orchestre symphonique de la SWR de Baden-Baden et Fribourg-en-Brisgau.
- Fondation de l'Orchestre de chambre de Vienne.
- Fondation de l'Orchestre de la radio norvégienne.
- Fondation de l'Orchestre symphonique de Bamberg.
- Fondation de l'Orchestre symphonique d'Odense.
- Fondation de l'Orchestre symphonique de la radio-télévision irlandaise.
- Fondation de la Maîtrise de Radio France par Henry Barraud et Maurice David.
- Fondation du chœur de garçons de Windsbach.

## Prix
- Friedrich Gulda obtient le 1er prix de piano du Concours international d'exécution musicale de Genève.

## Naissances

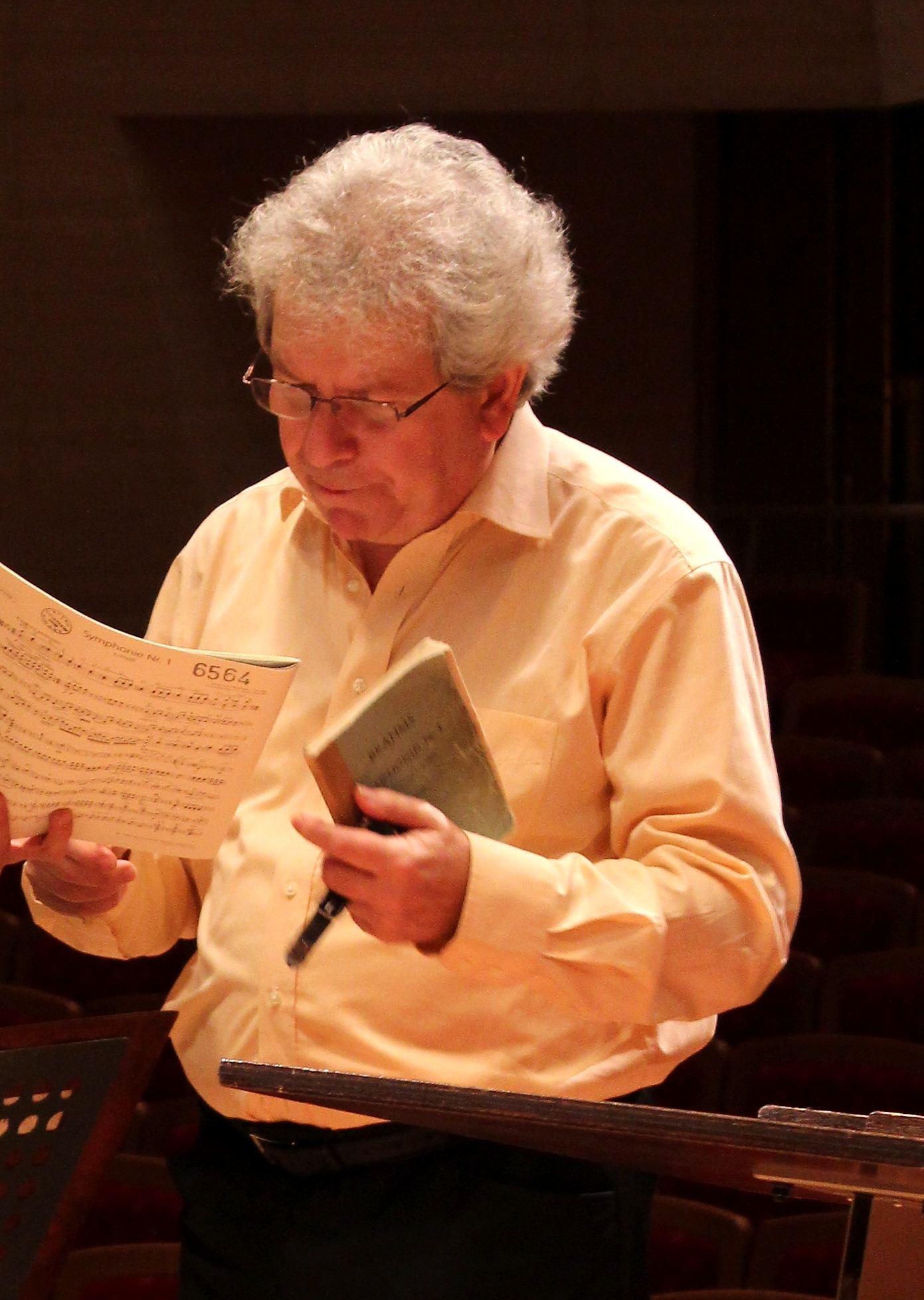
Jiří Bělohlávek

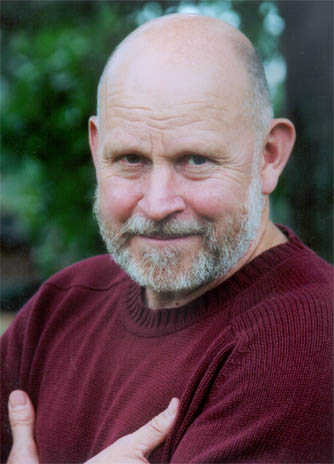
Pēteris Vasks

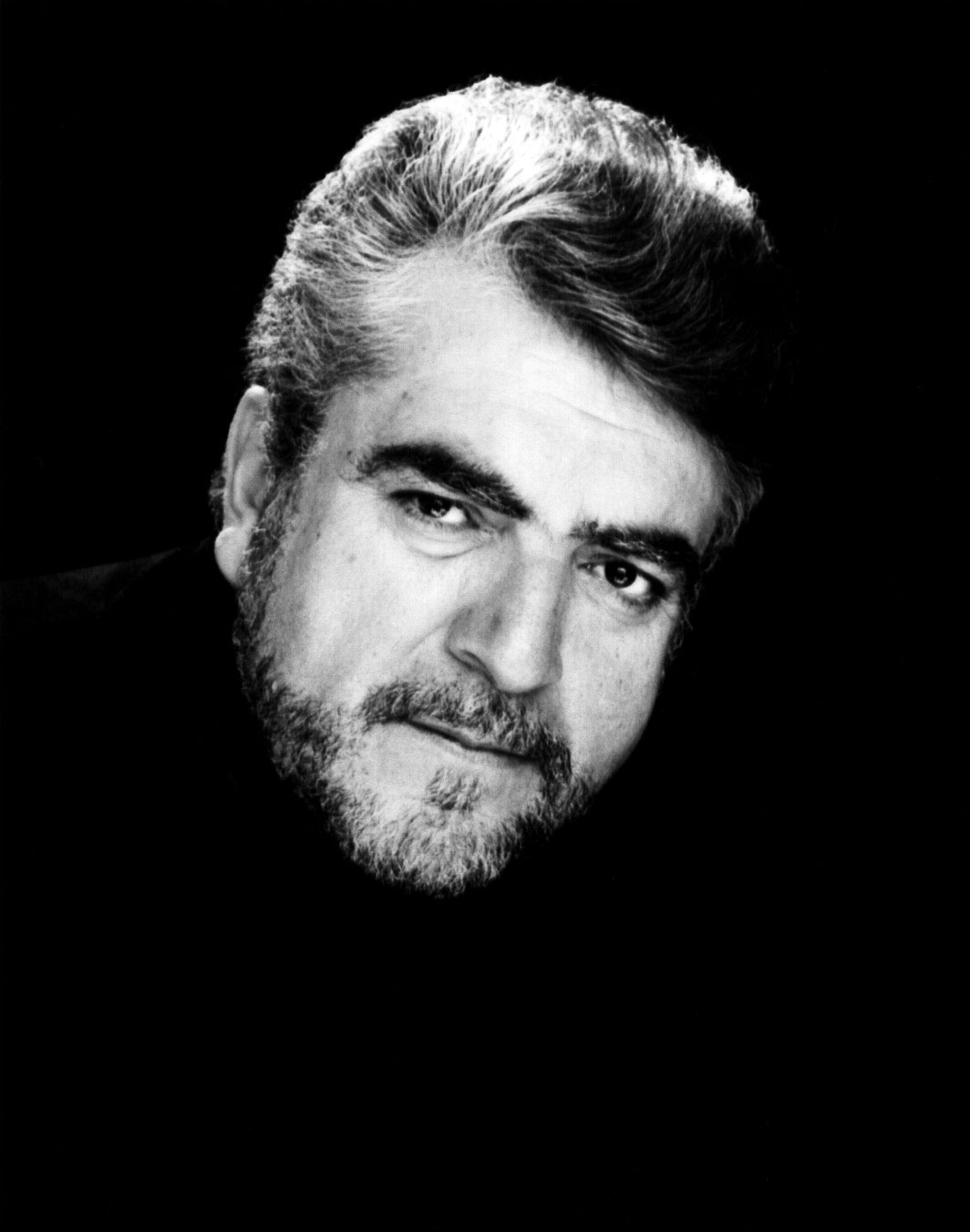
Juan Pons

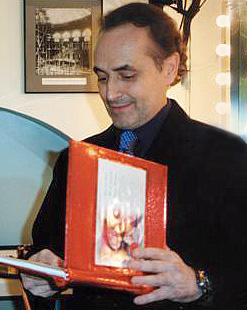
José Carreras

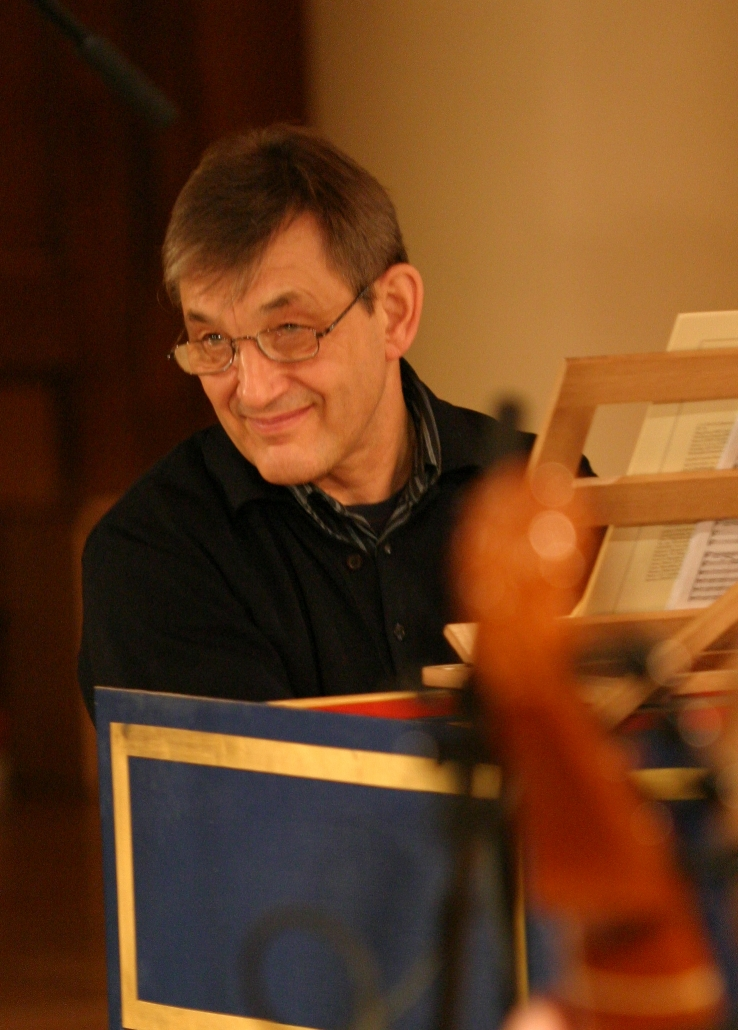
Trevor Pinnock

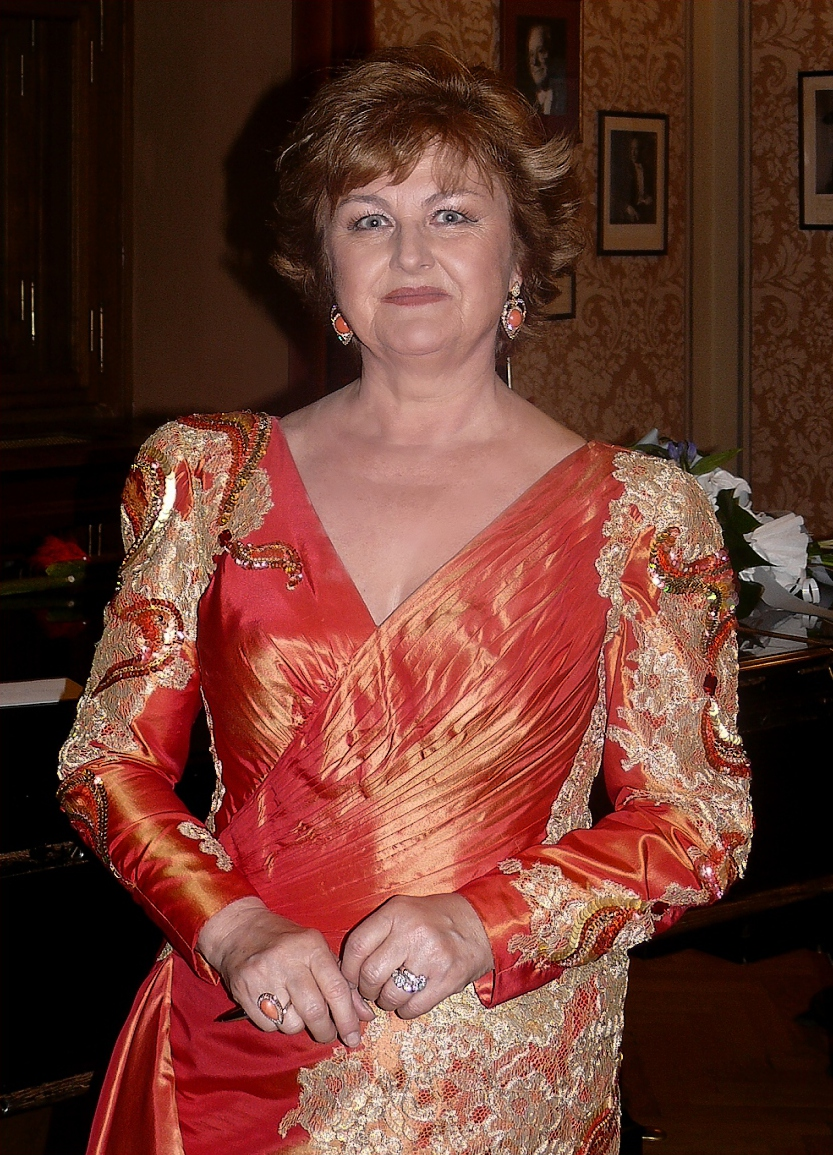
Edita Gruberová

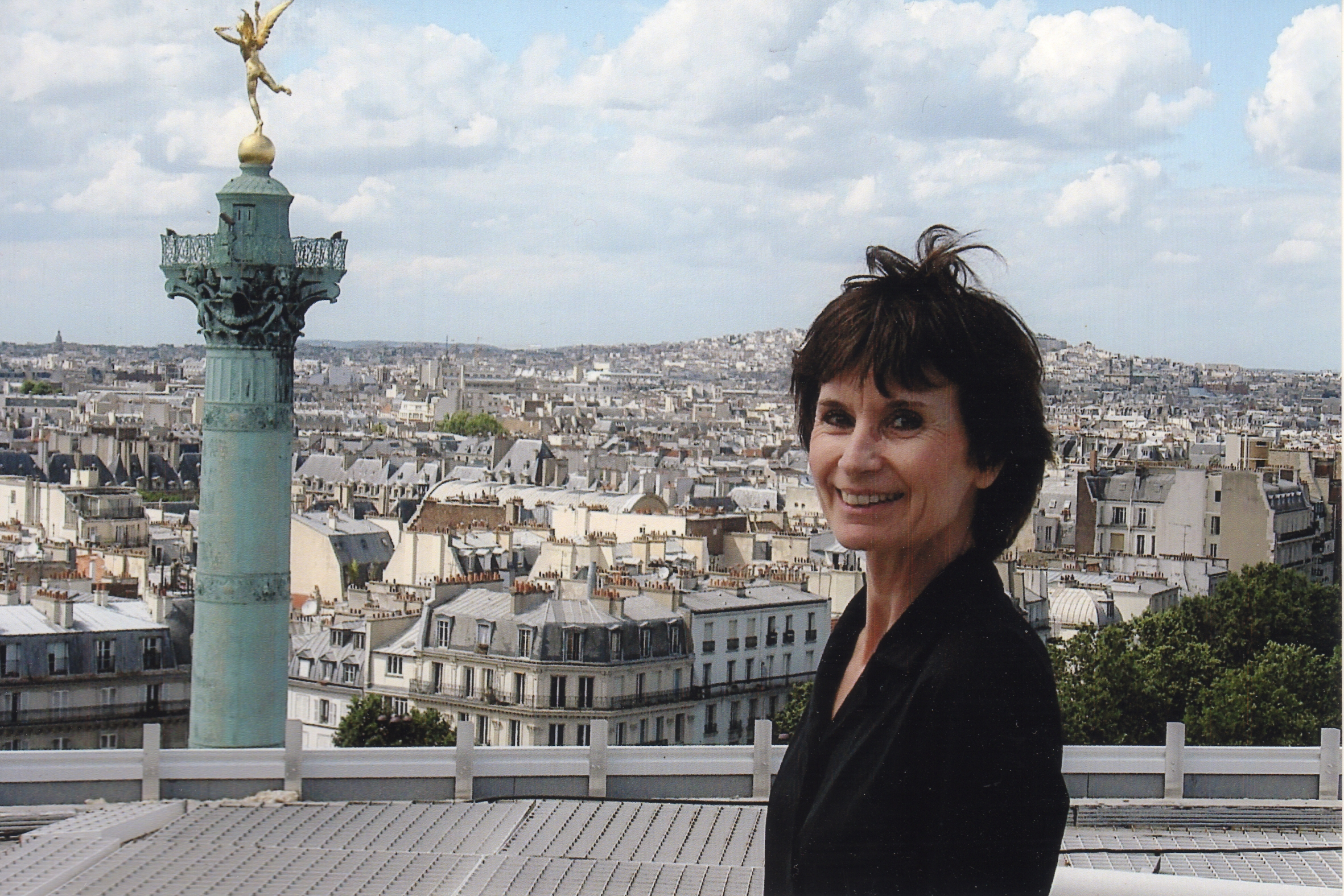
Martine Bailly

- 6 janvier : Annette Vande Gorne, compositrice de musique électroacoustique.
- 15 janvier : Joseph Kalichstein, pianiste américain († 31 mars 2022).
- 16 janvier :
  - Gilles Cagnard, musicien, compositeur et chef d'orchestre français († 20 décembre 2005).
  - Katia Ricciarelli, soprano italienne.
- 19 janvier : Claire Schapira, pianiste, claveciniste et compositrice française.
- 24 janvier : Rafael Orozco, pianiste espagnol († 25 avril 1996).
- 4 février : Paul Van Nevel, musicien, musicologue, historien de la musique et directeur d'ensemble belge.
- 13 février : Colin Matthews, compositeur anglais.
- 18 février : François Fayt, compositeur français.
- 19 février : Alexander Tchaikovsky, compositeur et pianiste russe.
- 20 février : Vladimir Martynov, compositeur russe.
- 24 février : Jiří Bělohlávek, chef d'orchestre tchèque († 1er juin 2017).
- 2 mars : Jérôme Kaltenbach, chef d'orchestre français.
- 7 mars : Okko Kamu, chef d'orchestre finlandais.
- 10 mars : Kun-Woo Paik, pianiste sud-coréen.
- 11 mars : Henri Ledroit, contreténor français († 10 mai 1988).
- 14 mars : Renaud Fontanarosa, violoncelliste français.
- 17 mars : Michael Finnissy, compositeur et pianiste anglais.
- 19 mars : Diana Soviero, soprano américaine.
- 22 mars : Rivka Golani, altiste canadienne.
- 29 mars : Tatjana Grindenko, violoniste ukrainienne.
- 6 avril : André Bernard, trompettiste et chef d'orchestre français.
- 10 avril : Anne Boyd, compositrice et professeur australienne.
- 13 avril : 
  - Della Jones, mezzo-soprano galloise.
  - Jacques Rouchouse, essayiste et critique musical français († 4 septembre 2024).
- 16 avril : Pēteris Vasks, compositeur letton.
- 20 avril : Philippe Muller, violoncelliste français.
- 24 avril : Benjamin Rawitz, pianiste israélien († 29 août 2006).
- 25 avril : Nicole Clément, compositrice et pédagogue française.
- 27 avril : Márta Fábián, cymbaliste hongroise.
- 29 avril : Francis Bardot, ténor et chef de chœur français.
- 2 mai : Ralf Gothóni, pianiste et chef d'orchestre finlandais.
- 4 mai : Stefan Kutrzeba, pianiste classique et pédagogue polonais.
- 9 mai : Harald Sæther, violoniste et compositeur.
- 10 mai : Piotr Paleczny, pianiste polonais.
- 12 mai : Catherine Massip, bibliothécaire et musicologue française.
- 1 juin : Yūko Shiokawa, violoniste japonaise.
- 2 juin : Inga Nielsen, cantatrice soprano danoise († 10 février 2008).
- 5 juin : Jacques Taddei, pianiste et organiste français († 24 juin 2012).
- 11 juin :
  - Pierre Dutot, trompettiste français († 24 août 2021).
  - Philippe Hirschhorn, violoniste belge d'origine lettonne († 26 novembre 1996).
- 16 juin : Gérard Grisey, compositeur français († 11 novembre 1998).
- 17 juin : Isy Orén, chanteuse soprano allemande.
- 20 juin : André Watts, pianiste américain († 12 juillet 2023).
- 30 juin : Thomas Friedli, clarinettiste suisse († 14 avril 2008).
- 2 juillet : Jean-Luc Darbellay, compositeur, chef d'orchestre, clarinettiste et médecin suisse.
- 6 juillet : Jim Samson, musicien, musicologue et critique musical britannique.
- 13 juillet : Pierre-Yves Artaud, flûtiste français.
- 25 juillet : Federico Ibarra Groth, compositeur mexicain.
- 26 juillet : Pierre Duré, ténor belge († 7 septembre 2012).
- 29 juillet : David Geringas, violoncelliste et chef d'orchestre lituanien.
- 2 août : Liana Issakadze, violoniste géorgienne († 5 juillet 2024).
- 3 août : Arturo Tamayo, chef d'orchestre espagnol.
- 5 août : Jean-Charles Ablitzer, organiste français.
- 8 août : Juan Pons, baryton espagnol.
- 17 août : 
  - André Bon, compositeur français.
  - Angel Romero, guitariste classique et chef d'orchestre espagnol.
- 19 août : Beat Raaflaub, chef d'orchestre et chef de chœur suisse.
- 29 août : Lucia Valentini-Terrani, mezzo-soprano italien († 11 juin 1998).
- 8 septembre : Jean-François Vaucher, organiste suisse.
- 9 septembre : Miriam Fried, violoniste classique et pédagogue israélienne.
- 10 septembre : Jan Swafford, compositeur et musicologue américain.
- 13 septembre : Manfred Stilz, violoncelliste et flûtiste allemand.
- 21 septembre : Vicenç Acuña, compositeur espagnol.
- 22 septembre : John Tomlinson, basse britannique.
- 29 septembre : David Corkhill, timbalier et un percussionniste britannique.
- 7 octobre : Chiara Banchini, violoniste et chef d'orchestre suisse.
- 10 octobre : Willard White, chanteur d'opéra britannique.
- 13 octobre : Max Méreaux, compositeur et musicologue français.
- 16 octobre : Wolfgang Rübsam, organiste, pianiste, compositeur et pédagogue musical allemand.
- 17 octobre : Viktor Tretiakov, violoniste, professeur et chef d'orchestre russe.
- 19 octobre : 
  - Peter Holman, chef d'orchestre et musicologue anglais.
  - Ernesto Palacio, ténor péruvien.
- 22 octobre : Elizabeth Connell, soprano sud-africaine († 18 février 2012).
- 25 octobre : Peter Lieberson, compositeur américain († 23 avril 2011).
- 29 octobre : Roland Pidoux, violoncelliste et chef d'orchestre français.
- 30 octobre : René Jacobs, contre-ténor et chef d'orchestre belge.
- 2 novembre : Giuseppe Sinopoli, chef d'orchestre et compositeur italien († 20 avril 2001).
- 4 novembre : Luciana Serra, soprano italienne.
- 5 novembre : Jan van den Heuvel facteur d'orgues néerlandais.
- 22 novembre : Oleg Kagan, violoniste soviétique († 15 juillet 1990).
- 24 novembre :
  - Guy Bélanger, ténor et chef d'orchestre québécois.
  - Oscar Milani, claveciniste argentin.
- 1er décembre : Rudolf Buchbinder, pianiste classique autrichien.
- 2 décembre : Andrej Hoteev, pianiste russe.
- 3 décembre : Marjana Lipovšek, mezzo-soprano slovène.
- 5 décembre : José Carreras, ténor espagnol.
- 7 décembre : Hopkinson Smith, luthiste et guitariste.
- 10 décembre : Flores Chaviano, guitariste, compositeur et chef d'orchestre cubain.
- 16 décembre : Trevor Pinnock, chef d'orchestre et claveciniste britannique.
- 23 décembre : 
  - Edita Gruberová, soprano slovaque († 18 octobre 2021).
  - Michiyoshi Inoue, chef d'orchestre japonais.

### Date indéterminée
- Martine Bailly, violoncelliste française.
- André Besançon, trompettiste et compositeur vaudois.
- Maurice Clerc, organiste français.
- Anne Delbée, comédienne et metteur en scène française.
- André Engel, metteur en scène français de théâtre et d'opéra.
- Yoshikazu Fukumura, chef d'orchestre japonais.
- Andrew Massey, compositeur et chef d'orchestre britannique († 1er juin 2018).
- Danièle Pistone, musicologue française.
- Suzanne Ramon, violoncelliste hongroise.
- Jean-Philippe Vasseur, altiste français († 20 mai 2022).
- Jean-Claude Wolff, compositeur français.

## Décès

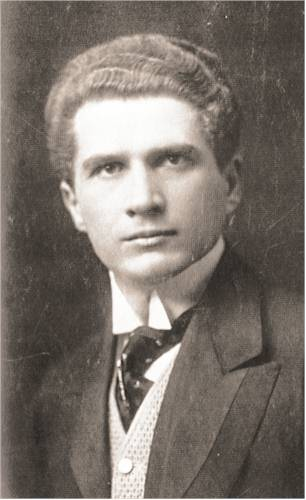
Adam Didur

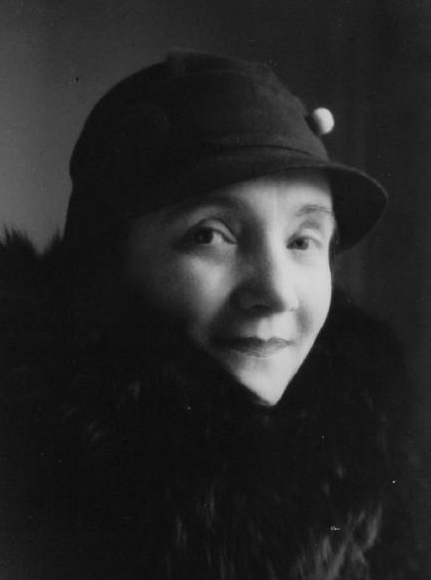
Claire Croiza

- 7 janvier : Adam Didur, basse polonaise (° 24 décembre 1874).
- 29 janvier : Sidney Jones, chef d'orchestre et compositeur anglais (° 17 juin 1861).
- 6 février : Oswald Kabasta, chef d'orchestre autrichien (° 29 décembre 1896).
- mars : Georges Grisez, clarinettiste américain d'origine française (° 31 mars 1884).
- 11 mars : August von Othegraven, compositeur allemand (° 2 juin 1864).
- 30 mars : Oscar Ferdinand Telgmann, compositeur, chef d'orchestre, pédagogue et violoniste canadien (° 1855).
- 1er avril : Nina Faliero, cantatrice italienne (° 10 avril 1878).
- 29 avril : Charles Dennée, pianiste, pédagogue et compositeur américain (° 1er septembre 1963).
- 1er mai : Edward Bairstow, organiste et compositeur anglais (° 22 août 1874).
- 26 mai : 
  - Claire Croiza, mezzo-soprano et pédagogue française (° 14 septembre 1882).
  - Tamaki Miura, soprano japonaise (° 22 février 1884).
- 1er juin : Leo Slezak, ténor d'opéra et acteur d'origine austro-hongroise (° 18 août 1873).
- 9 juin : Adolf Wallnöfer, compositeur autrichien (° 26 avril 1854).
- 21 juin : Heinrich Kaminski, compositeur allemand (° 4 juillet 1886).
- 8 juillet : Alexandre Vassilievitch Aleksandrov, compositeur russe (° 13 avril 1883).
- 14 juillet : Robert Vantomme, pianiste, compositeur et pédagogue belge (° 25 décembre 1903).
- 19 juillet : Dominique-Charles Planchet, organiste  et compositeur français (° 25 décembre 1857).
- 21 juillet : Paul Rosenfeld, journaliste et critique musical américain (° 4 mai 1890).
- 8 août : Maria Barrientos, soprano coloratura espagnole (° 10 mars 1883).
- 11 août : Giuseppe Pietri, compositeur italien, spécialisé dans le genre de l’opérette (° 6 mai 1886).
- 25 août : Arnold Rosé, compositeur et violoniste roumain (° 24 octobre 1863).
- 31 août : Paul von Klenau, compositeur danois (° 11 février 1883).
- 3 septembre :
  - Paul Lincke, compositeur allemand (° 7 novembre 1866).
  - Moriz Rosenthal, pianiste américain originaire d'Autriche-Hongrie (° 17 décembre 1862).
- 25 septembre : Franz von Hoesslin, chef d'orchestre et compositeur allemand (° 31 décembre 1885).
- 26 septembre : Mária Basilides, cantatrice hongroise (° 11 novembre 1886).
- 6 octobre : Granville Bantock, compositeur britannique (° 7 août 1868).
- 10 octobre : Émile Goué, compositeur français (° 13 juin 1904).
- 12 octobre : Giuseppe Adami, dramaturge, écrivain, librettiste et critique musical italien (° 4 novembre 1878).
- 28 octobre : Eugénie-Émilie Juliette Folville, violoniste, pianiste, professeur de musique, chef d'orchestre et compositrice belge (° 5 janvier 1870).
- 14 novembre : Manuel de Falla, compositeur espagnol (° 23 novembre 1876).
- 6 décembre :
  - Marie Ismaël-Garcin, cantatrice française (° 4 avril 1858).
  - Maximilian Steinberg, compositeur et pédagogue russe (° 4 juillet 1883).
- 29 décembre : Lucien Fontayne, compositeur, pianiste, organiste et professeur de musique français (° 3 février 1865).
- 30 décembre : Charles Wakefield Cadman, compositeur américain (° 24 décembre 1881).

### Date indéterminée
- Teresa Tanco Cordovez de Herrera, pianiste et compositrice colombienne  (° 1859).